# Behremaginica
Behremaginica je niska planina u Bosni i Hercegovini. 
Najviši vrh nalazi se na 960 metara nadmorske visine. 